# Вернёй (Шаранта)
Вернёй (фр. Verneuil) — коммуна во Франции, находится в регионе Пуату — Шаранта. Департамент — Шаранта. Входит в состав кантона Монтамбёф. Округ коммуны — Конфолан.
Код INSEE коммуны — 16398.
Коммуна расположена приблизительно в 370 км к югу от Парижа, в 95 км южнее Пуатье, в 45 км к востоку от Ангулема.

## Население
Население коммуны на 2008 год составляло 101 человек.
| 1962 | 1968 | 1975 | 1982 | 1990 | 1999 | 2008 |
| ---- | ---- | ---- | ---- | ---- | ---- | ---- |
| 168  | 137  | 121  | 105  | 102  | 85   | 101  |

## Администрация
| Период | Период | Фамилия      | Партия | Примечания |
| ------ | ------ | ------------ | ------ | ---------- |
| 2004   | 2008   | Камиль Расса |        |            |
| 2008   |        | Мари-Анж Дож |        | санитарка  |

## Экономика
В 2007 году среди 59 человек в трудоспособном возрасте (15—64 лет) 38 были экономически активными, 21 — неактивными (показатель активности — 64,4 %, в 1999 году было 79,2 %). Из 38 активных работали 36 человек (19 мужчин и 17 женщин), безработных было 2 (1 мужчина и 1 женщина). Среди 21 неактивных 7 человек были учениками или студентами, 7 — пенсионерами, 7 были неактивными по другим причинам.

## Фотогалерея

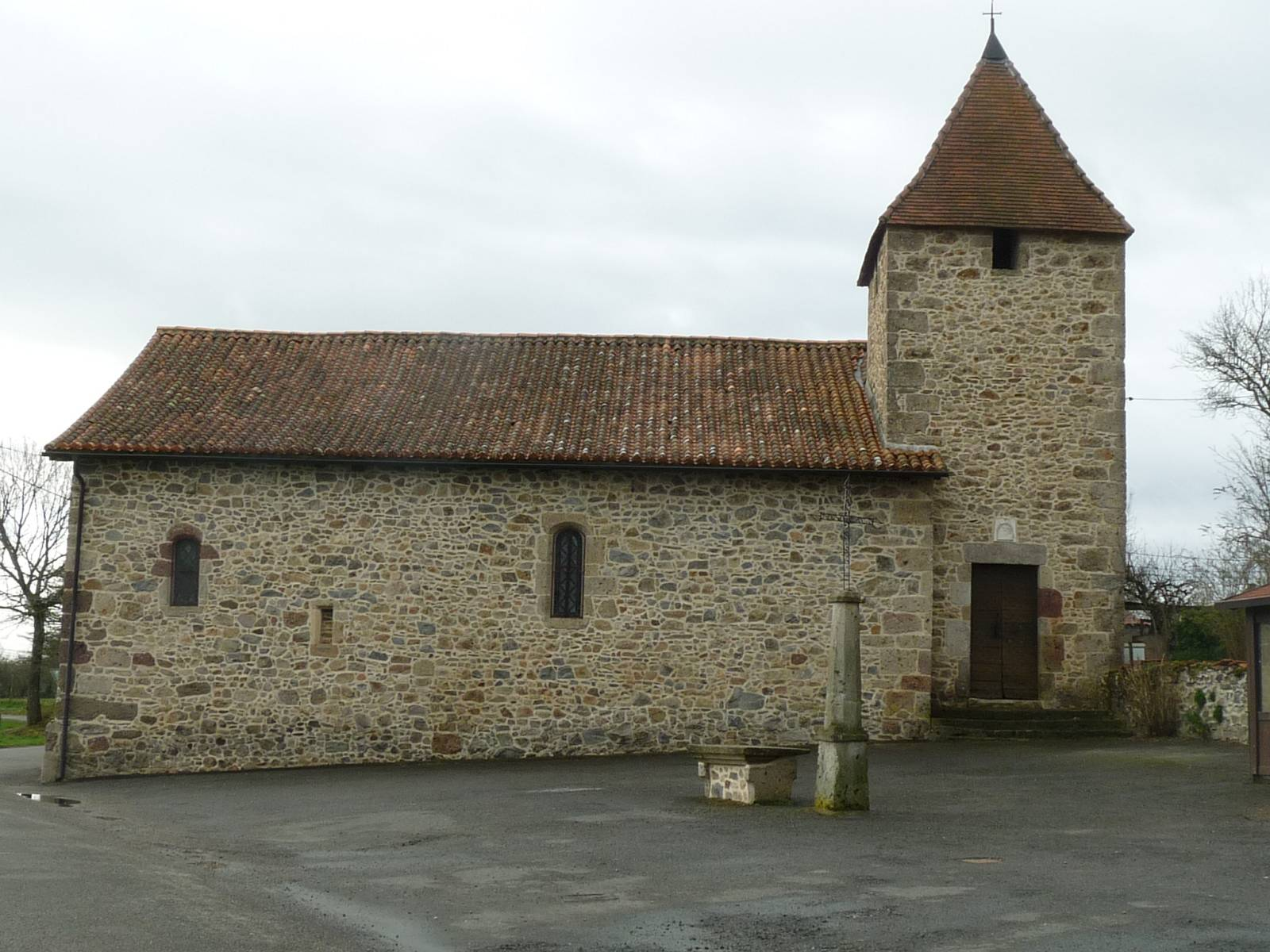
Церковь Сен-Совёр
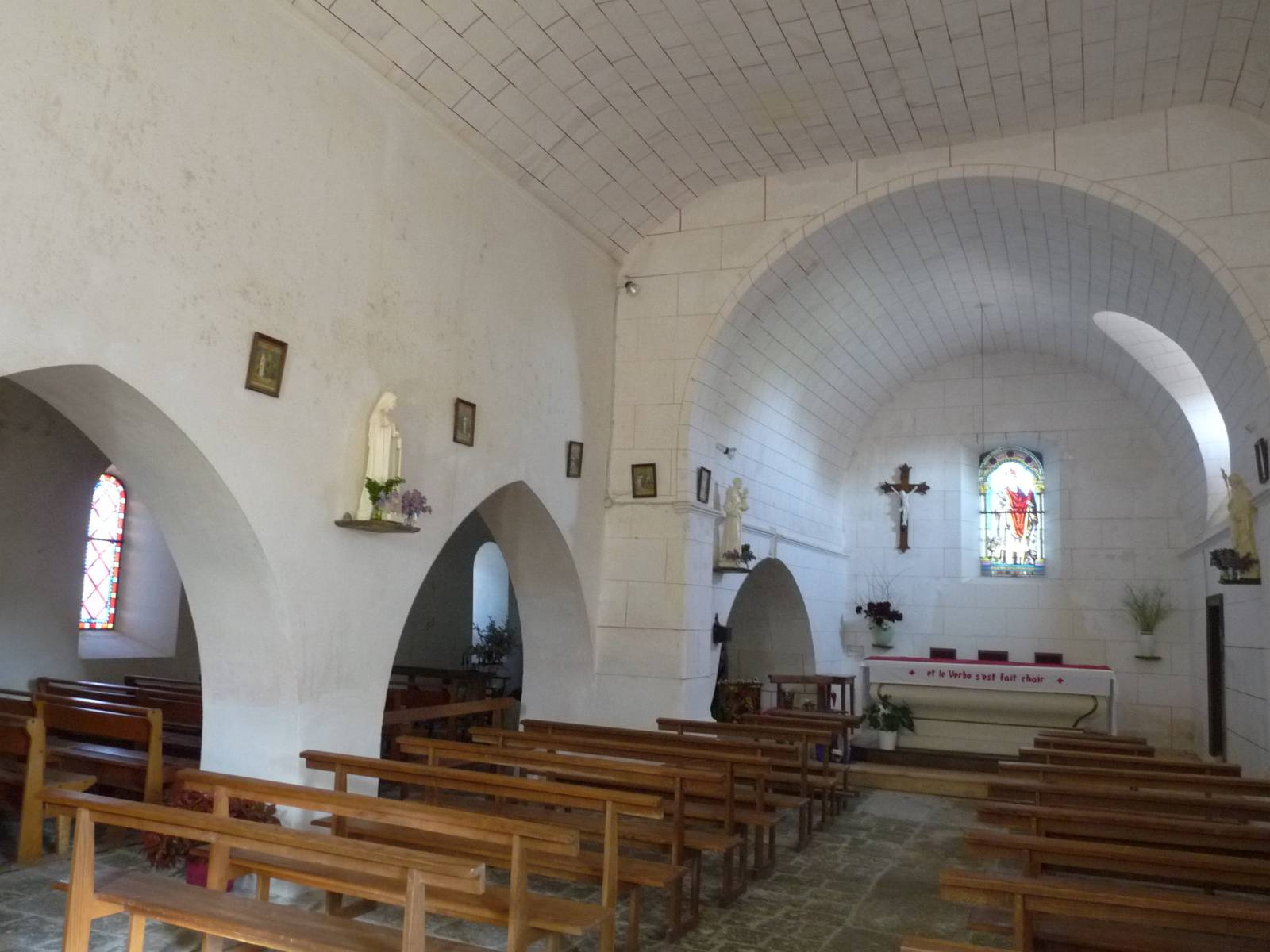
Интерьер церкви Сен-Совёр
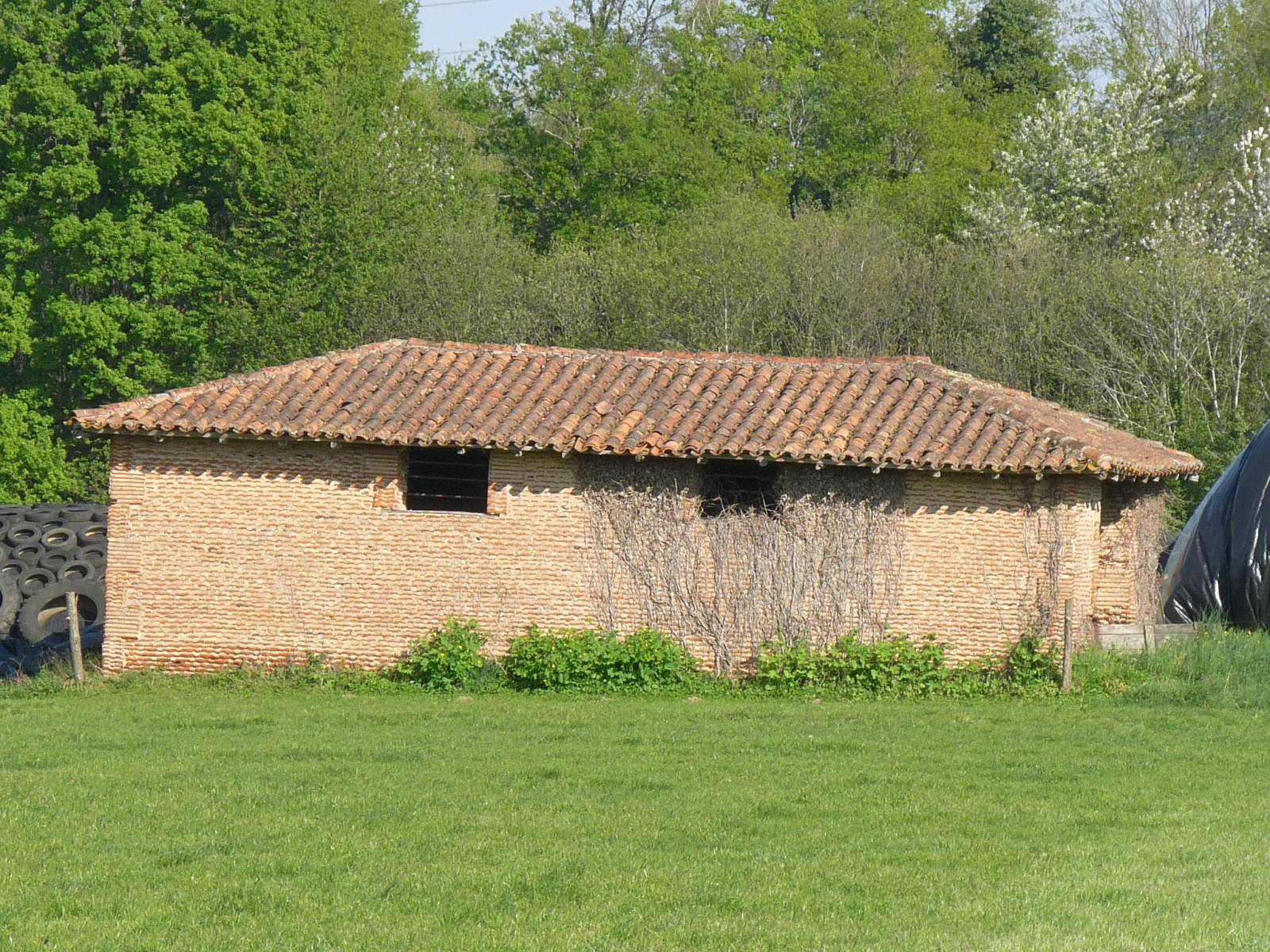
Сарай